# بورتو إيمبيدوكلي
بورتو إمبيدوكلي (بالصقلية: Portu Empedocli) هي مدينة في إيطاليا وبلدية على ساحل مضيق صقلية، إدارياً جزء من مقاطعة أغريجنتو. تحمل اسم إيمبيدوكليس (باليونانية: Ἐμπεδοκλῆς)‏ (بين عامي 490-430 قبل الميلاد)، وهو فيلسوف إغريقي سبق سقراط ومواطن من مدينة أغرجنتوم (في الوقت الحاضر أغريجنتو) والتي كانت حينها مستعمرة يونانية في صقلية. الحرف الأساسية في بورتو إمبيدوكلي هي الزراعة وصيد الأسماك والحدادة والمستحضرات الصيدلانية وتكرير الملح الصخري.

## السكان
في سنة 1861 بلغ عدد السكان 5٬046 نسمة، وتطور العدد ليصل في سنة 2011 لـ 16٬841 نسمة.
يظهر هذا المخطط البياني تطور النمو السكاني لـ بورتو إيمبيدوكلي

## أعلام
- أندريا كاميلري